# José Salas Valdés

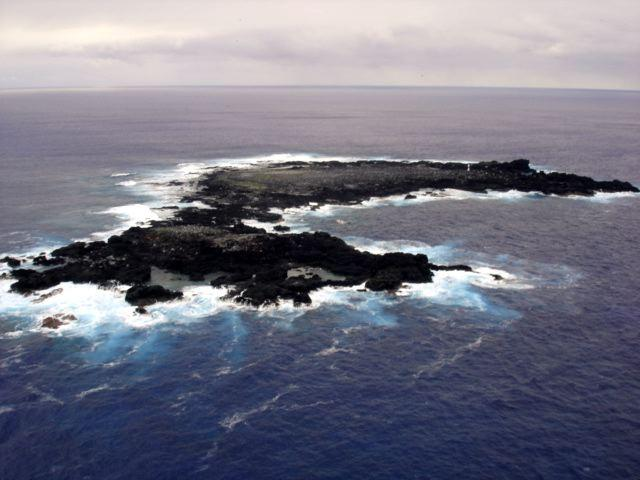
La isla Salas y Gómez, descubierta por José Salas Valdés el 23 de agosto de 1793

José Salas Valdés fue un marino español de finales del siglo XVIII. Fue un explorador de las Américas y del Pacífico. En 1793 emprendió un viaje por el Pacífico Sur, en el que se le atribuye haber descubierto la pequeña isla Salas y Gómez a unos 390 km al noreste de la Isla de Pascua el 23 de agosto de 1793.